# 熱血青春 (專輯)
《熱血青春》是澳大利亚流行摇滚乐队到暑五秒的第3張錄音室專輯。專輯原定於2018年6月22日發行，後來提早至6月15日。